# Homoscarta superciliaris
Homoscarta superciliaris är en insektsart som först beskrevs av Jacobi 1905.  Homoscarta superciliaris ingår i släktet Homoscarta och familjen dvärgstritar. Inga underarter finns listade i Catalogue of Life.